# 齐勒河谷采尔
齐勒河谷采尔是奥地利蒂罗尔州施瓦茨县的一个市镇。总面积2.4平方公里，总人口1824人，人口密度760.0人/平方公里（2005年）。